# Thoracostoma anocellatum
Thoracostoma anocellatum is een rondwormensoort uit de familie van de Leptosomatidae. De wetenschappelijke naam van de soort is voor het eerst geldig gepubliceerd in 1954 door Schuurmans Stekhoven & Mawson.